# فلاديمير جبريشيدزه
فلاديمير جبريشيدزه مواليد 16 مايو 1968 في تبليسي، الجمهورية الجورجية السوفيتية الاشتراكية، هو لاعب كرة مضرب سابق بدأ مسيرته كمحترف سنة 1990 وكان يلعب باليد اليمنى. أعلى تصنيف له في الفردي كان المركز الـ 140 في سنة 1992. أعلى تصنيف له في الزوجي كان المركز الـ 184 في سنة 1993.

## النهائيات

### الفردي: (1)
| الرقم | السنة | الدورة          | الأرضية | المنافس في النهائي | النتيجة في النهائي |
| ----- | ----- | --------------- | ------- | ------------------ | ------------------ |
| 1.    | 1991  | بسكارا، إيطاليا | ترابية  | مارتن سترلبا       | 7–5, 6–4           |

## روابط خارجية
- فلاديمير جبريشيدزه على موقع رابطة محترفي التنس (الإنجليزية)
- فلاديمير جبريشيدزه على موقع الاتحاد الدولي لكرة المضرب (الإنجليزية)
- فلاديمير جبريشيدزه على موقع كأس ديفيز (الإنجليزية)
- فلاديمير جبريشيدزه على موقع خلاصة التنس.كوم (الإنجليزية)